# Брочино
Брочино (пол. Broczyno, нім. Brotzen) — село в Польщі, у гміні Чаплінек Дравського повіту Західнопоморського воєводства.
Населення — 636 осіб (2011).
У 1975-1998 роках село належало до Кошалінського воєводства.

## Демографія
Демографічна структура станом на 31 березня 2011 року:
|          | Загалом | Допрацездатний вік | Працездатний вік | Постпрацездатний вік |
| -------- | ------- | ------------------ | ---------------- | -------------------- |
| Чоловіки | 313     | 67                 | 221              | 25                   |
| Жінки    | 323     | 87                 | 185              | 51                   |
| Разом    | 636     | 154                | 406              | 76                   |